# Bahnreform (Deutschland)
Der Begriff Bahnreform bezeichnet die gesetzliche und organisatorische Neuordnung der bundeseigenen Eisenbahnen in Deutschland, die durch das 1994 in Kraft getretene Eisenbahnneuordnungsgesetz eingeleitet wurde. Bestandteile der Bahnreform sind die Gründung der Deutschen Bahn AG als privatrechtlich organisierte Eisenbahngesellschaft des Bundes, die Öffnung der Schienenwege für private Eisenbahnunternehmen sowie die Übertragung der Zuständigkeit für den Schienenpersonennahverkehr vom Bund auf die Länder.

## Ausgangslage

Personen-Verkehrsleistung der Eisenbahn in Deutschland in % des Gesamtverkehrs Quelle: Bundesministerium für Verkehr, Bau- und Wohnungswesen

Die Lage der Deutschen Bundesbahn in der Bundesrepublik Deutschland war seit den 1950er Jahren von einem steten wirtschaftlichen Niedergang geprägt. Die immer stärker werdende Konkurrenz des Kraftverkehrs sowie die jahrzehntelange politische Vernachlässigung der Eisenbahn als Verkehrsträger führten zu einem langjährigen Verlust an Marktanteilen beim Personen- und Güterverkehr. Zusätzlich sorgte die Beseitigung von Kriegsschäden in den 1950er und 1960er Jahren für finanzielle Belastungen der Bundesbahn. Eine zunehmende Verschuldung war die Folge – zuletzt betrug der Schuldenberg ca. 34 Milliarden Euro –, so dass die Handlungsfähigkeit der Bundesbahn nicht mehr gewährleistet war.
Im Bereich der Deutschen Demokratischen Republik genoss die Deutsche Reichsbahn eine monopolartige Stellung, so dass die Reichsbahn ihren außerordentlich großen Anteil am Transportmarkt bis 1989 behaupten konnte. Auch wurde gerade im Güterverkehr bewusst auf die Schiene gesetzt, um knappes Erdöl durch heimische Braunkohle zu ersetzen – so mussten alle Transporte über 50 km auf der Schiene erfolgen. Allerdings sorgten Material- und Personalmangel zu einer ungenügenden Erhaltung der Infrastruktur, zumal das Eisenbahnnetz nach 1945 durch Reparationsleistungen an die Sowjetunion beträchtlich in Mitleidenschaft gezogen worden war. Nach der Wiedervereinigung und dem Niedergang der DDR-Wirtschaft brachen die Transportleistungen vor allem im Güterverkehr stark ein. 1990 wurde zur Sanierung der Reichsbahn innerhalb der folgenden zehn Jahre ein Finanzbedarf von 100 Milliarden DM veranschlagt.
Der Anteil der Eisenbahn an der Verkehrsleistung fiel zwischen 1950 und 1990 im Güterverkehr von 56 auf 21 Prozent, im Personenverkehr von 36 auf 6 Prozent. Der bis zur Wiedervereinigung staatlich geschützte Güterverkehr der Reichsbahn halbierte sich von 1990 auf 1991. 1990 zählte die Reichsbahn 224.000 Mitarbeiter, die Bundesbahn 249.000. Im Jahr 1993 fuhren Bundesbahn und Reichsbahn einen Verlust von rund 16 Milliarden D-Mark (etwa 8,2 Milliarden Euro) ein. Die Schulden beider Bahnen lagen zu diesem Zeitpunkt bei 66 Milliarden D-Mark.
Während sich die beiden deutschen Staatsbahnen 1990 in einem wirtschaftlich problematischen Zustand befanden, forderte die Politik eine stärkere Rolle der Eisenbahn im Personen- und Gütertransport, um den prognostizierten Verkehrsanstieg durch die gewachsenen Mobilitätsbedürfnisse der Bevölkerung und die Öffnung der europäischen Märkte bewältigen zu können. Dazu waren die beiden Staatsbahnen allerdings weder wirtschaftlich noch organisatorisch in der Lage. Somit konnten Bundes- und Reichsbahn der Konkurrenz des Straßen- und Flugverkehrs kaum etwas entgegensetzen.
Um eine zukunftsfähige Organisationsform für den Eisenbahnverkehr in Deutschland zu entwickeln, setzte das Bundesverkehrsministerium von 1989 bis 1992 die Regierungskommission Bahn ein, die ein Konzept zur Reform des Eisenbahnwesens in Deutschland entwickelte, das schließlich 1993 in das Eisenbahnneuordnungsgesetz mündete.
Am 2. Dezember 1993 stimmte der Deutsche Bundestag mit 558 Ja-Stimmen, 13 Gegenstimmen und vier Enthaltungen für das notwendige Gesetzespaket. Neben dem Art. 87e des Grundgesetzes wurden damit rund 130 Gesetze geändert. Diese Änderungen waren notwendig, um die Deutsche Bahn AG zu gründen, Aufgaben der staatlichen Daseinsvorsorge von unternehmerischen Aufgaben der Bahnen zu trennen, den Schienenpersonennahverkehr zu regionalisieren und die Beamten der ehemaligen Bundesbahn in ein Dienstüberlassungsverhältnis zwischen DB AG und Bundeseisenbahnvermögen zu überführen. Nach Zustimmung des Bundesrats wurde die Deutsche Bahn AG im Januar 1994 in das Handelsregister in Berlin-Charlottenburg eingetragen.
Die Änderungen traten am 1. Januar 1994 in Kraft. Mit der Bahnreform wurden auch die Forderungen der EG-Richtlinie 91/440/EWG nach diskriminierungsfreiem Zugang zum Schienennetz in Deutschland umgesetzt.
Am 4. Dezember 1997 stimmte der Aufsichtsrat der Deutschen Bahn der zweiten Stufe der Bahnreform zu. Zum 1. Januar 1999 wurden damit fünf eigenständige Aktiengesellschaften unter dem Dach der Deutschen Bahn AG gegründet, die weitgehend den bisherigen Unternehmensbereichen (UB) entsprachen: Aus dem UB Fernverkehr ging die DB Reise & Touristik AG hervor, aus dem UB Nahverkehr die DB Regio AG, aus dem UB Güterverkehr die DB Cargo AG, aus dem UB Fahrweg die DB Netz AG sowie aus dem UB Personenbahnhöfe die DB Station & Service AG.

## Gesetzliche und organisatorische Änderungen der Bahnreform

### Grundprinzipien
Die Bahnreform realisierte im Wesentlichen drei Grundprinzipien:
- Umwandlung von Bundesbahn und Reichsbahn in eine neue, privatrechtlich organisierte Eisenbahngesellschaft des Bundes, der Deutschen Bahn AG und Entschuldung des neuen Unternehmens
- Schaffung eines diskriminierungsfreien Zugangs zum Eisenbahnnetz für private Eisenbahnunternehmen
- Übertragung der Zuständigkeit für den Schienenpersonennahverkehr an die Bundesländer einschließlich der finanziellen Verantwortung (Regionalisierung)

### Privatrechtliche Organisation
Durch eine privatrechtliche Organisation (Aktiengesellschaft) des Eisenbahnverkehrs sollte der Bahn ein flexibleres Agieren am Markt ermöglicht werden. Durch eine Entschuldung des Unternehmens einschließlich der Pensionslasten sollte ferner die finanzielle Handlungsfähigkeit gewährleistet werden, so dass das neu geschaffene Unternehmen ein wirtschaftlich ausgeglichenes Betriebsergebnis erzielen und – wenn möglich – Gewinne erwirtschaften kann.
Hierzu war eine Aufspaltung der bisherigen Bundesbehörden Bundesbahn und Reichsbahn notwendig: die unternehmerischen Teile, der Betrieb der Strecken, Bahnhöfe und Züge wurde in die neue Deutsche Bahn AG (DB AG) eingebracht (Eisenbahnen des Bundes), die hoheitlichen Aufgaben im Bereich Genehmigung und Unternehmensaufsicht wurden dem ebenfalls neu gegründeten Eisenbahn-Bundesamt übertragen, während dem Bundeseisenbahnvermögen die Schulden von Bundes- und Reichsbahn sowie die nicht für den Eisenbahnbetrieb notwendigen Immobilien zur weiteren Verwertung zugeordnet wurden. Die bisher bei den Staatsbahnen tätigen Beamten wurden ebenfalls dem Bundeseisenbahnvermögen zugeordnet, das die Beamten im Rahmen von Dienstüberlassungsabkommen an die DB AG auslieh. Um die enormen Investitionen zur Modernisierung der Eisenbahninfrastruktur schultern zu können, wurden der DB AG vom Bund auf längere Zeit jährliche Zuschüsse in Milliardenhöhe und zinslose Darlehen zugesagt.
Die neu gegründete DB AG war zunächst in vier Geschäftsbereichen organisiert, die sich stark an die Organisationsstrukturen der beiden Staatsbahnen anlehnten:
- Geschäftsbereich Personenverkehr, zuständig für Personennah- und Fernverkehr
- Geschäftsbereich Güterverkehr
- Geschäftsbereich Traktion & Werke, zuständig für die Schienenfahrzeuge, Bahnbetriebswerke und Ausbesserungswerke
- Geschäftsbereich Netz, zuständig für die Infrastruktur

Im Rahmen der zweiten Stufe der Bahnreform 1999 wurden die Zuständigkeiten innerhalb der DB AG weiter entflochten, so dass sich die DB AG in eine Holding mit fünf eigenständigen Tochterunternehmen wandelte:
- DB Reise & Touristik AG (später DB Fernverkehr AG), zuständig für den Personenfernverkehr
- DB Regio AG, zuständig für den Personennahverkehr
- DB Cargo AG (später Railion; 2008–2016 DB Schenker Rail; seitdem wieder DB Cargo), zuständig für den Güterverkehr
- DB Netz AG, zuständig für Strecken und Streckenausrüstung (Gleise, Signalanlagen, Oberleitungen usw.)
- DB Station & Service AG, zuständig für die Verkehrsstationen

Im Rahmen der zweiten Stufe wurden auch die Lokomotiven, Wagen und Bahnbetriebswerke auf die einzelnen Tochterunternehmen aufgeteilt, so dass der bisherige Geschäftsbereich Traktion & Werke entfallen konnte. So befinden sich z. B. die ICE-Züge im Besitz von DB Fernverkehr, die S-Bahn-Triebwagen dagegen im Besitz von DB Regio.
In Zukunft ist eine Veräußerung der DB AG als Ganzes oder einzelner Tochtergesellschaften denkbar, so die Kapitalmarktfähigkeit des Unternehmens erreicht ist. Allerdings schreibt das Gesetz vor, dass die Infrastruktur in mehrheitlichem Eigentum des Bundes verbleiben muss.

### Freier Netzzugang
Ein zweiter zentraler Bestandteil der Bahnreform war die Schaffung eines Verkehrsmarktes im Eisenbahnverkehr, an dem neben der DB AG auch andere Eisenbahnunternehmen ihre Transportdienstleistungen anbieten können. Um dies zu ermöglichen, wurde eine Unterscheidung der Eisenbahnunternehmen in Eisenbahnverkehrsunternehmen (EVU) und Eisenbahninfrastrukturunternehmen (EIU) vorgenommen, wobei ein Unternehmen sowohl EVU als auch EIU sein kann. Ein EIU betreibt ein Schienennetz und ermöglicht EVUs gegen Gebühr (Trassengebühr) die Nutzung der Eisenbahnanlagen für den Zugbetrieb. Um einen freien Wettbewerb der EVUs zu ermöglichen, wurde im Rahmen der Bahnreform der diskriminierungsfreie Zugang gesetzlich festgelegt. Das bedeutet, jedes EVU hat im Rahmen der vorhandenen Streckenkapazitäten Anrecht, gegen Gebühr seine Züge auf den Eisenbahnstrecken der EIUs fahren zu lassen. Dabei müssen für alle EVUs, die sich um die Nutzung der Infrastruktur bewerben, gleiche Bedingungen hinsichtlich Fahrplangestaltung und Gebührenhöhe gelten. Ein EIU darf also nicht ein bestimmtes EVU willkürlich bevorzugen oder benachteiligen.
Da die Regelungen hinsichtlich des diskriminierungsfreien Netzzugangs immer wieder zu Auseinandersetzungen führten, wurde dem Eisenbahnbundesamt 2001 die Aufgabe einer Regulierungsbehörde zugewiesen. 2006 ging diese Aufgabe auf die Bundesnetzagentur über. 2005 wurde mit der Eisenbahninfrastruktur-Benutzungsverordnung (EIBV) das Regelwerk hinsichtlich des diskriminierungsfreien Netzzugangs weiter präzisiert. Ferner legt die europäische Richtlinie 2001/14/EG den diskriminierungsfreien Netzzugang auch auf europäischer Ebene fest.

### Regionalisierung

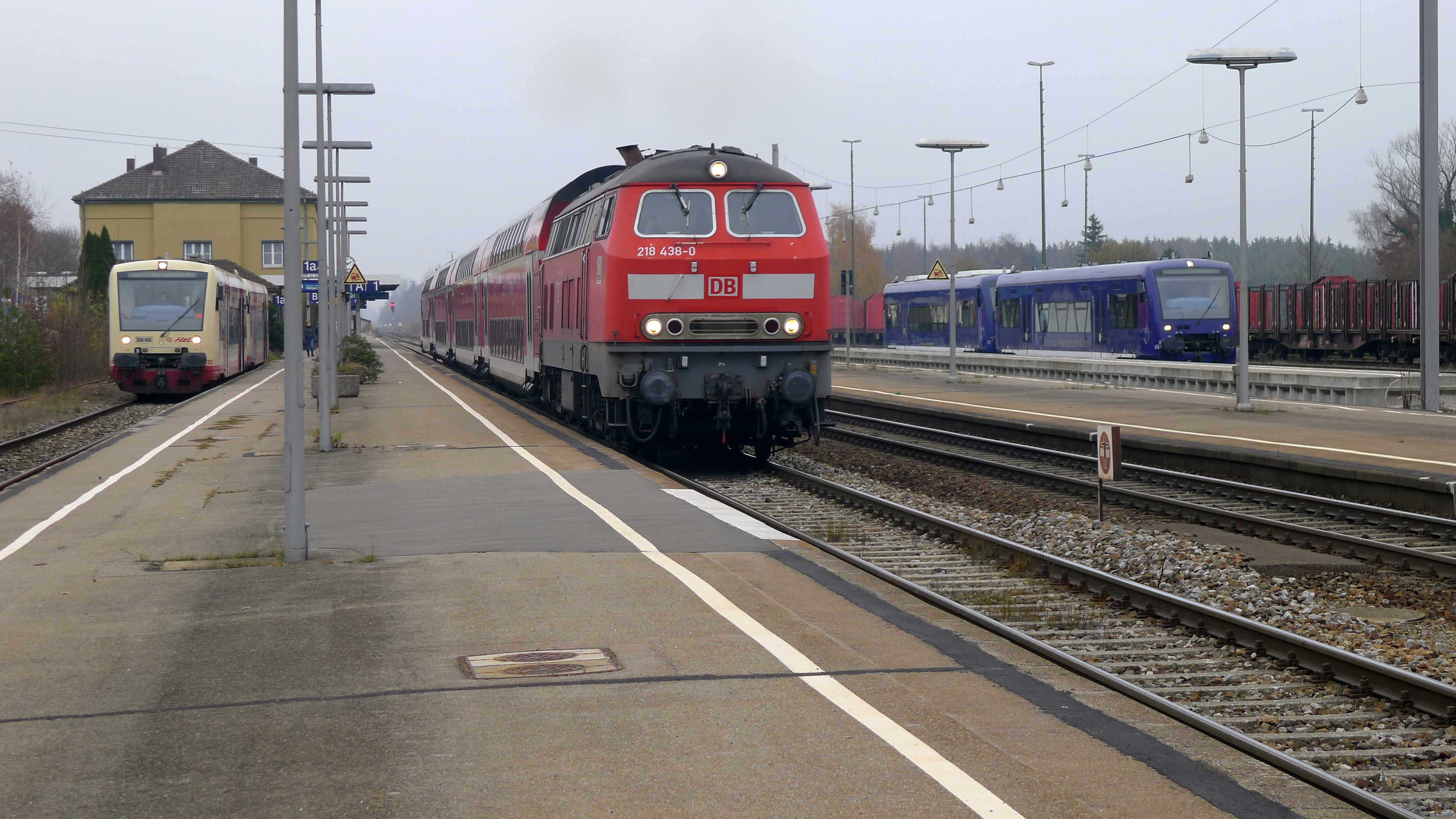
Bahnhof Aulendorf im Jahre 2011 mit Zügen dreier verschiedener Gesellschaften

Als dritter Pfeiler der Bahnreform gilt die sogenannte Regionalisierung. Diese bezeichnet den Wechsel der Zuständigkeit für den schienengebundenen Personen-Nahverkehr (SPNV) vom Bund auf die Länder zum 1. Januar 1996. Dazu trat 1994 das Regionalisierungsgesetz in Kraft. Den Ländern stand offen, diese Zuständigkeit weiter zu delegieren, so dass sich verschiedene Regelungen entwickelt haben.
Die Organisation des Nahverkehrs wurde von den einzelnen Ländern in Nahverkehrsgesetzen geregelt. Dabei wurden u. a. in Bremen, Hessen, Nordrhein-Westfalen sowie Rheinland-Pfalz Kommunen und Zweckverbände als ÖPNV-Aufgabenträger mit der Bestellung der Verkehrsleistungen im Eisenbahnbereich beauftragt. In Bayern, Brandenburg, Schleswig-Holstein, Thüringen sowie weiteren Ländern übernahmen diese Funktion die Länder. In Niedersachsen wurden für die Großräume Hannover und Braunschweig Kommunalverbände gegründet, für das übrige Land wurde eine Landeseisenbahngesellschaft errichtet. Lediglich in Hamburg wurde kein Nahverkehrsgesetz eingeführt und stattdessen der Hamburger Verkehrsverbund in eine GmbH umgewandelt. Für den Nahverkehr gemäß PBefG, also Busse, Straßenbahnen und U-Bahnen, sind in allen Bundesländern generell kommunale ÖPNV-Aufgabenträger zuständig.
Der Wechsel der Zuständigkeit umfasst auch einen finanziellen Ausgleich. So erhalten die Länder vom Bund jährlich sogenannte Regionalisierungsmittel, die für die Finanzierung des SPNV vorgesehen sind. Die Höhe der Mittel bemaß sich anfangs an den Aufwendungen, die notwendig wären, um den SPNV auf dem Niveau vor der Bahnreform anbieten zu können. 1996 standen insgesamt acht Milliarden D-Mark zur Verfügung, im Jahr 1997 rund zwölf Milliarden. Dieser Betrag wurde bis 2005 auf sieben Milliarden Euro schrittweise erhöht und anschließend bis 2008 wieder auf 6,6 Milliarden EUR abgesenkt. In den kommenden Jahren soll der Betrag wieder um jährlich 1,5 % wachsen.
Gleichzeitig mit Wechsel der Zuständigkeit wurde das Bestellerprinzip im SPNV eingeführt. Das bedeutet, die Aufgabenträger (Länder oder Zweckverbände) bestellen die Erbringung von SPNV-Leistungen bei den EVUs. Das EVU erbringt die Leistungen in Eigenregie im Rahmen der mit den Aufgabenträgern vereinbarten Qualitätsstandards. Dafür erhält es vom Aufgabenträger ein Entgelt. Je nach Vertragsgestaltung behält das EVU die Fahrgeldeinnahmen (sogenannter Nettovertrag) oder reicht sie an die Aufgabenträger weiter (sogenannter Bruttovertrag). Verkehrsverträge werden typischerweise über einen Zeitraum von 8 bis 15 Jahren abgeschlossen. Die Vergabe der Verkehrsleistungen an die EVUs kann sowohl im Zuge einer Ausschreibung erfolgen als auch in Form einer freihändigen Vergabe, d. h. ohne Ausschreibung durch eine direkte Preisanfrage bei den EVUs. Allerdings hat der Bundesgerichtshof in einem Urteil 2011 festgelegt, dass freihändige Vergaben nur in Sonderfällen und für kurze Zeiträume erlaubt sind, während in der Regel ein Ausschreibungsverfahren durchgeführt werden muss.
Als erstes Bundesland hatte Schleswig-Holstein bereits in den späten 1980er Jahren einen Vertrag zur Durchführung des Regionalverkehrs mit der damaligen Bundesbahn geschlossen.
Mehrere große Verkehrsunternehmen forderten 2012 angesichts eines aus ihrer Sicht nachlassenden Wettbewerbs, zukünftig mehr Regionalverkehrsleistungen direkt zu vergeben. Gegen Direktvergaben sprach sich dagegen der Verband der Privatbahnen (mofair) aus.

## Umsetzung und Folgen der Bahnreform

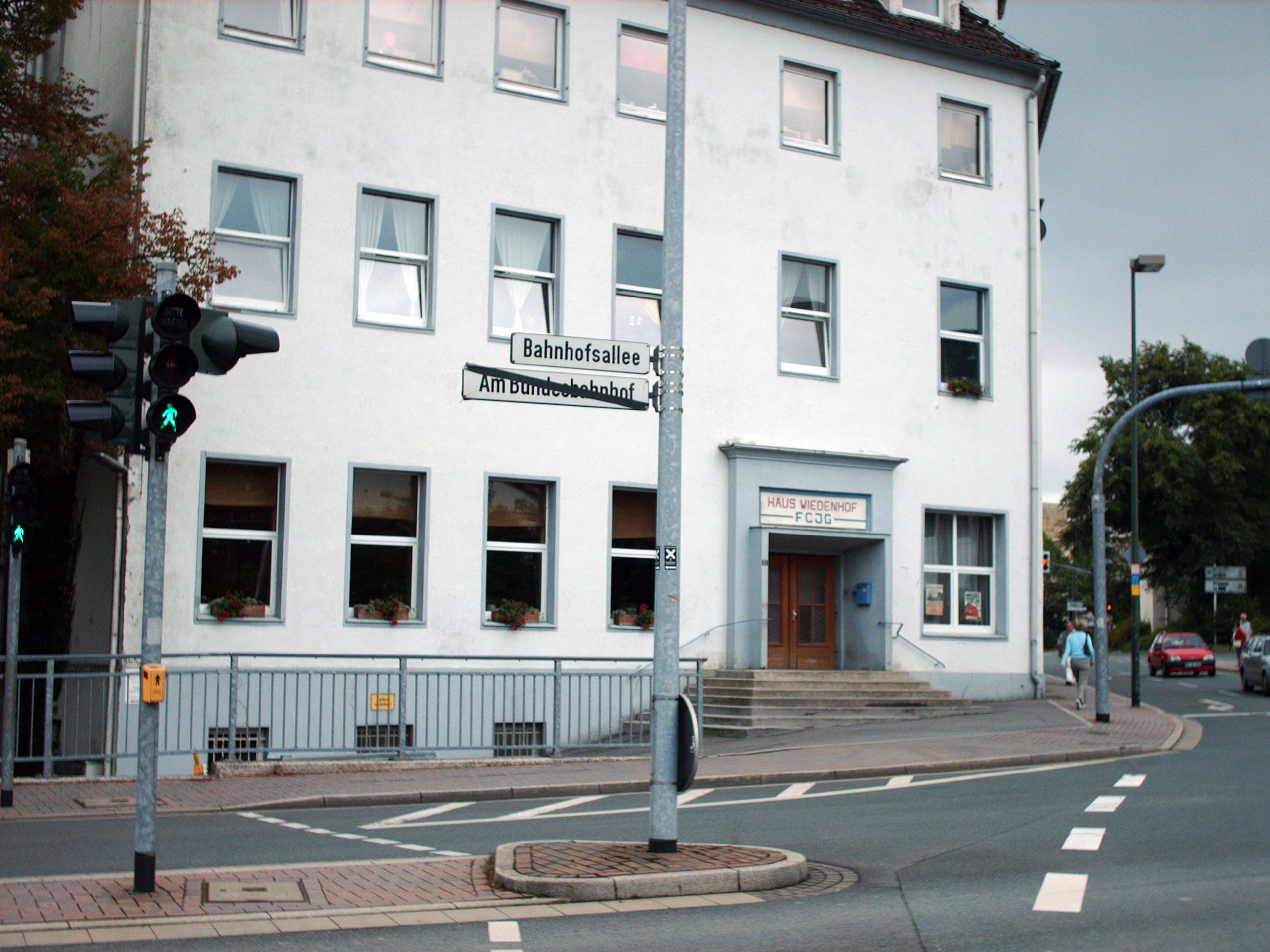
Straßenumbenennung als Folge der Bahnreform

Die Änderung der gesetzlichen Rahmenbedingungen hatte seit 1994 weitreichende Folgen für das Eisenbahnwesen in Deutschland. Aufgrund des erheblichen Investitionsbedarfs, der langen Abschreibungszeiträume für Schienenfahrzeuge von 15 bis 30 Jahren sowie des notwendigen Aufbaus neuer behördlicher und unternehmerischer Strukturen kann die Bahnreform bis heute nicht als abgeschlossen angesehen werden. Hinzu kommen die Änderungen auf europäischer Ebene, die zu einer Europäisierung der großen Eisenbahngesellschaften führen werden.

### Unternehmensentwicklung DB
Die neu gegründete DB AG stand vor der Aufgabe, die beiden bisherigen Staatsbahnen Deutsche Bundesbahn und Deutsche Reichsbahn zu vereinen und sich gleichzeitig privatwirtschaftlich zu organisieren. Die bisherige regionale Einteilung der Zuständigkeiten in Bundes- und Reichsbahndirektionen wurde durch eine Strukturierung nach Geschäftsbereichen ersetzt, die ihrerseits regionale Zweigniederlassungen gründeten. Die Koordination zwischen den verschiedenen Geschäftsbereichen erfolgt auf der Holding-Ebene. Schon bald wurde damit begonnen, Teilaufgaben aus den fünf Konzernteilen auszugliedern und als eigenständige Tochtergesellschaften zu führen, so z. B. die DB AutoZug GmbH, die den Verkehr mit Autoreise- und Nachtzügen organisiert, die S-Bahn Berlin GmbH und S-Bahn Hamburg GmbH als Betreiber von S-Bahn-Netzen. Um sich im Nahverkehr auf Nebenstrecken erfolgreich gegen die private Konkurrenz durchsetzen zu können, betreibt die DB AG seit 2000 eine sogenannte Mittelstandsoffensive, bei der die Streckeninfrastruktur und der Zugbetrieb auf regionalen Strecken wieder in einer Gesellschaft zusammengefasst werden, um somit effizienter und marktnäher agieren zu können. Inzwischen sind mehrere derartige Regio-Netze entstanden.
Im Bereich des operativen Geschäfts begann die DB mit einem umfassenden Modernisierungs- und Investitionsprogramm, vor allem im Bereich des Fahrzeugparks. Neben der Modernisierung des Wagenparks im Nahverkehr stand vor allem die Beschaffung neuer Lokomotiven und Triebwagen im Vordergrund, wodurch der Investitionsrückstand aus der Zeit der Bundesbahn teilweise aufgeholt werden konnte. So wurden beispielsweise zwischen 1994 und 2006 mehr als 1000 neue Elektrolokomotiven und mehr als 700 Nahverkehrs-Elektrotriebwagen beschafft. Im Bereich des Streckennetzes finden in erster Linie Investitionen in die Signal- und Sicherungstechnik statt, in den Bau von überregionalen Neubaustrecken (Hannover–Berlin, Köln–Frankfurt, Nürnberg–Ingolstadt) sowie den Neubau der Eisenbahninfrastruktur im Großraum Berlin. Weiterreichende Pläne zum vollständigen Umbau der Gleisanlagen in Frankfurt am Main und München wurden dagegen inzwischen aufgegeben.
Die durch die Restrukturierung und den großen Investitionsbedarf verursachten Kosten führten zu einer erneuten Verschuldung des DB-Konzerns in der Größenordnung von 20 Milliarden Euro (2005). Immerhin konnte damit erreicht werden, dass das operative Geschäft kostendeckend betrieben werden kann und 2005 ein Gewinn erwirtschaftet werden konnte. Als in finanzieller Hinsicht besonders erfolgreich erwiesen sich in den letzten Jahren die DB Regio und die DB Netz mit je etwa einem Drittel des Gewinns. Die Logistiksparte erwirtschaftete beispielsweise dagegen nur 13,7 % des Gewinns bei einem Umsatzanteil von 41 %.
Die Bundesregierung beabsichtigte, die Deutsche Bahn in Teilen zu privatisieren. Nach mehrjähriger Diskussion einigte sich die Koalition aus CDU/CSU und SPD im Jahr 2008 auf einen als Holding-Modell bezeichneten Privatisierungsentwurf, der die Ausgliederung der Personen- und Güterverkehrssparte der DB in eine Holding namens DB Mobility Logistics vorsah, die zu Teilen an private Investoren veräußert werden sollte. Hingegen sollten die Infrastruktur-Sparten (Netz, Bahnhöfe, Energieversorgung) vollständig im Eigentum der DB verbleiben, die ihrerseits vollständig im Besitz des Bundes bleiben sollte.
Im Mai 2008 brachten CDU/CSU und SPD einen Antrag in den Bundestag ein, mit dem privates Kapital mit 24,9 Prozent an der DB Mobility Logistics AG beteiligt werden sollte. Der Verkaufserlös sollte zu etwa gleichen Teilen für ein „Innovations- und Investitionsprogramm für den Schienenverkehr“, eine Aufstockung des Eigenkapitals und für den Bundeshaushalt verwendet werden. Die DB AG sollte dabei vollständig im Eigentum des Bundes bleiben.
Der bereits für den 27. Oktober 2008 vorbereitete Börsengang der DB Mobility Logistics wurde kurzfristig im Oktober 2008 gestoppt, da die mittlerweile eingetretene Finanzmarktkrise nur noch Erlöse von etwa vier Milliarden Euro anstatt der zunächst geplanten bis zu acht Milliarden Euro erwarten ließ. Bahnchef Grube hat das Scheitern des Börsengangs im Jahr 2008 inzwischen als Glück bezeichnet. Die Bundesregierung hat nach 2008 keine weiteren Versuche unternommen, die DB an die Börse zu bringen. Die DB Mobility Logistics wurde daher 2016 aufgelöst.
Die Bundesregierung aus SPD, Bündnis 90/Grüne und FDP führte die Infrastruktursparten DB Netz und DB Station und Service in einer neu gegründeten, gemeinwohlorientierten Gesellschaft unter dem Namen InfraGO zusammen. InfraGO verbleibt im Eigentum der Deutschen Bahn AG.

### Entwicklung im Personennahverkehr

Entwicklung der Marktanteile der DB-Konkurrenten im Schienenpersonennahverkehr seit 2000.

Personenverkehrsleistung (in Mrd. Personen-Kilometer) der Eisenbahn in Deutschland im Vergleich zum gesamten motorisierten Verkehr.

Der schienengebundene Personennahverkehr hat sich seit der Bahnreform zur erfolgreichsten von allen drei Beförderungssparten entwickelt. Durch das Engagement der Bundesländer sowie die private Konkurrenz kam es schon bald zu Angebotsverbesserungen durch die Einführung Integraler Taktfahrpläne (z. B. Rheinland-Pfalz-Takt) und Erneuerung des Fahrzeugparks. Vereinzelt wurde der Personennahverkehr auf Strecken wieder aufgenommen, auf denen zuvor jahrelang kein Personenverkehr mehr stattgefunden hatte (z. B. Grünstadt–Eisenberg, Winden–Wissembourg, Mayen–Kaisersesch, Dissen-Bad Rothenfelde–Osnabrück). Insgesamt wurde von 1996 bis 2006 auf 31 Streckenabschnitten mit 441 km Länge der Personennahverkehr wieder aufgenommen, hinzu kommen einige Strecken, auf denen nur im Touristenverkehr am Wochenende Züge verkehren. Allerdings kam es auch nach 1994 noch zur Einstellung des Personenverkehrs auf einigen Strecken, vor allem in den ländlichen Gebieten in den neuen Bundesländern.
Zunächst beschränkte sich die Vergabe von Leistungen an private Bahngesellschaften hauptsächlich auf geringer frequentierte, dieselbetriebene Nebenstrecken, während der Betrieb auf den elektrifizierten Hauptstrecken und in den Ballungsräumen direkt an die DB Regio vergeben wurde. Im Jahr 2011 wurde auch durch einen Entscheid des Bundesgerichtshof (BGH) die Ausschreibung durch Direktvergabe weitgehend untersagt. Seitdem kommen auch die stärker frequentierten Teilnetze zur Ausschreibung, wobei sowohl die DB als auch private Konkurrenten wichtige Ausschreibungen gewinnen konnten.
Der Anteil privater Bahnen an den Zugleistungen im Personennahverkehr erhöhte sich von 3 % auf 33 % (2017). Die Fahrgastzahlen insgesamt stiegen von 1,36 Milliarden (1993) über 2,21 Milliarden (2008) auf 2,75 Milliarden (2017) und verdoppelten sich somit seit 1993.
Bei den 2013 durchgeführten Vergaben im Umfang von 53 Millionen Zugkilometern errangen die Unternehmen im DB-Konzern 72 %. Im Jahr 2012 wurden 51 Millionen Zugkilometer per Ausschreibung vergeben, wobei die DB 45 % gewinnen konnte. Die größten Konkurrenten der DB im SPNV sind Transdev, Netinera, Benex, Abellio und Keolis.
Die Regionalisierungsmittel stellen auch weiterhin den wichtigsten Baustein zur Finanzierung des Schienenpersonennahverkehrs dar. Zwar konnten durch Ausschreibungen Betriebskosten gesenkt und durch Fahrgastzuwächse Mehreinnahmen erzielt werden, jedoch decken die Fahrgeldeinnahmen auch weiterhin nur einen Teil der Kosten. Nach einer Untersuchung der Bundesnetzagentur stammten im Jahr 2005 35 % der Erlöse im Schienenpersonennahverkehr aus Fahrgelderlösen und 65 % aus Bestellentgelten. Bis 2008 konnte der Anteil der Markterlöse auf 40 % und bis 2017 auf 45 % gesteigert werden.

### Entwicklung im Personenfernverkehr

Entwicklung der Fahrgastzahlen und der Verkehrsleistung im Schienenpersonenfernverkehr in Deutschland seit 1991.

Während die Entwicklung von Fahrgastzahlen und Verkehrsleistung im Personenfernverkehr in den 1990er Jahren zunächst positiv verlief, waren die frühen 2000er Jahre von einem deutlichen Einbruch geprägt, so dass Verkehrsleistung und Fahrgastzahlen unter das Niveau vor der Bahnreform fielen. Als entscheidende Gründe dafür können der Wegfall des Interregio-Netzes sowie unternehmerische Fehler seitens der DB im Zusammenhang mit der Einführung eines neuen Preissystems (2002) genannt werden. Seit 2004 steigen sowohl Fahrgastzahlen als auch Verkehrsleistung im Personenfernverkehr stetig an und erreichten 2017 mit 41 Milliarden Personenkilometern einen neuen Rekord.
Die Abschaffung des InterRegio-Netzes war letztlich eine Folge der mit der Bahnreform eingetretenen Trennung der Verantwortlichkeiten für Nah- und Fernverkehr: Während der Nahverkehr von den Bundesländern bei den Eisenbahnunternehmen bestellt und bezahlt wird, erfolgt der Fernverkehr eigenwirtschaftlich durch die Eisenbahnunternehmen. Das InterRegio-Netz als Bindeglied zwischen Nah- und Fernverkehr, das zuschlagsfrei mit Fahrausweisen des Nahverkehrs benutzt werden konnte, ließ sich auf einigen Strecken durch die DB Fernverkehr nicht wirtschaftlich betreiben, so dass sie diese Verbindungen aufgab. Dadurch wurden die Länder gezwungen, schnelle Nahverkehrsverbindungen (Regional-Express) bei DB Regio oder anderen Eisenbahnunternehmen zu bestellen, wollten sie verhindern, dass ländliche Regionen vom überregionalen Verkehr abgeschnitten werden.
Nach wie vor hat die DB ein quasi-Monopol im Personenfernverkehr und betreibt mehr als 99 % aller Fernverkehrszüge (2012). Lediglich einzelne Züge in wenigen Relationen konnten bisher von privaten Konkurrenten etabliert werden. So betreibt die Georg Verkehrsorganisation seit 2000 mit dem Nachtschnellzug Berlin–Malmö den ersten privaten Fernverkehrszug in Deutschland seit der Bahnreform. Ferner hat die Veolia Verkehr bis 2014 mehrfach versucht, in verschiedenen Relationen Fernverbindungen unter der Bezeichnung InterConnex aufzubauen. Im Sommer 2012 kam mit Hamburg-Köln-Express ein neuer privater Anbieter von Fernverkehrszügen hinzu. Durch die Öffnung des Fernbusmarktes kam es allerdings zum Ende einiger privater Fernverkehrsanbieter während andere von einem Markteintritt derzeit absehen. Der Interconnex auf der Strecke Leipzig–Berlin–Rostock wurde explizit mit der Begründung der Fernbuskonkurrenz eingestellt. Mit Abschaffung der Schlaf- und Autozüge zum Fahrplanwechsel Dezember 2016 sind in diesem Feld neben der ÖBB unter dem Namen Nightjet auch einige private Konkurrenten aktiv geworden, weiters trat im Dezember 2016 Locomore mit einer Verbindung Berlin–Stuttgart auf den Plan. Locomore musste den Betrieb nach fünf Monaten im Mai 2017 aufgrund von Insolvenz allerdings wieder einstellen. Das Produkt gibt es noch, es wird von Leo Express geführt. Inzwischen ist Flixtrain Hauptkonkurrent der DB im Fernverkehr.

### Entwicklung im Güterverkehr

Entwicklung der Transportleistung im deutschen Schienengüterverkehr seit 1950

Entwicklung der Transportmengen im deutschen Schienengüterverkehr seit 1991.

Die Entwicklung im Güterverkehr ist seit der Bahnreform uneinheitlich verlaufen: während im Bereich des Ganzzug- und kombinierten Verkehr private EVUs erfolgreich Fuß fassen konnten und damit den Güterverkehrskunden attraktivere Angebote als bisher machen konnten, verlief die Entwicklung im Einzelwagenverkehr umgekehrt: Mit der Umsetzung des Betriebskonzeptes MORA C konzentrierte die DB AG den Einzelwagenverkehr auf größere Kunden, so dass die Bedienung ganzer Landstriche im Eisenbahngüterverkehr aufgegeben wurde. Teilweise kam es zu Kooperationen der DB AG mit privaten EVUs, die in einigen Bereichen die Bedienung der Gleisanschlüsse übernahmen.
Die Unternehmensstrategie der DB AG im Güterverkehr ist auf eine Straffung der Aktivitäten im Inland auf größere Kunden (MORA C) einerseits und internationale Ausdehnung andererseits ausgerichtet: Durch die Übernahme der Güterverkehrssparten der niederländischen und dänischen Staatsbahnen, die Kooperation mit weiteren ausländischen Bahnen sowie den Ankauf der beiden weltweit agierenden Speditionsunternehmen Schenker und Bax konnten die Voraussetzungen für den Aufbau internationaler Transportketten vorangebracht werden. Um die internationale Ausrichtung ihrer Güterverkehrssparte auch nach außen hin zu verdeutlichen, benannte die DB AG sie 2003 in Railion und 2009 in DB Schenker Rail Deutschland um. Zum 1. März 2016 erfolgte die erneute Umbenennung in DB Cargo Deutschland.
Trotz des Eintritts der privaten EVUs in den Güterverkehrsmarkt sank die Beförderungsmenge zunächst von 337 Millionen Tonnen (1994) auf 299 Millionen Tonnen (2000) und erreichte erst 2006 mit 346 Millionen Tonnen das Niveau von 1994. Nach konjunkturbedingtem Einbruch 2009 stiegen die Transportmengen wieder an und erreichten 2017 mit 412 Millionen Tonnen das Niveau von 1991. Die Transportweiten und somit die Beförderungsleistung stiegen von 70 Milliarden Tonnenkilometer (1994) auf 86 Milliarden Tonnenkilometer (2004) an und erreichte mit 115,7 Milliarden 2008 einen Höhepunkt, bevor sie konjunkturbedingt 2009 auf das Niveau von 2005 einbrach, sich anschließend aber wieder erholte und bis 2017 auf 129 Milliarden Tonnenkilometern stiegen, etwa doppelt so viel wie 1993.
Der Anteil privater EVUs an den Güterverkehrsleistungen stieg von 1,3 % (1993) über 1,9 % (2000), 24,5 % (2009) auf 47 % (2017). Der Modal Split nahm zunächst von 16 % auf 15 % (2000) ab und stieg seitdem bis auf 19,3 % (2017).

### Entwicklung des Streckennetzes

Stillgelegte Streckenkilometer pro Jahr.

Das Streckennetz befindet sich seit der Bahnreform im Besitz der DB Netz. Diese stellt ihren Schwestergesellschaften und privaten Konkurrenten Fahrplantrassen gegen Entgelt zur Verfügung. Allerdings sorgten die Konditionen, zu denen dies geschieht, vor allem in den ersten Jahren zu schweren Auseinandersetzungen zwischen DB AG und den privaten Bahngesellschaften, da der gesetzlich vorgesehene diskriminierungsfreie Zugang zum Netz seitens der DB AG nicht gewährleistet wurde. So wurde das erste Trassenpreissystem von 1996 wegen Begünstigung der DB-Tochterunternehmen richterlich für ungültig erklärt. Auch gegen das Trassenpreissystem 1998 gab es ein kartellrechtliches Prüfverfahren, ehe die DB es selbst zurückzog. Als Konsequenz dieser Auseinandersetzungen wurde die behördliche Aufsicht bei der Vergabe von Fahrplantrassen durch Schaffung einer Regulierungsbehörde (Eisenbahnbundesamt, später Bundesnetzagentur) verbessert.
Der Zustand des Streckennetzes hat immer wieder zu Diskussionen geführt und der DB den Vorwurf eingebracht, nicht genug in das Netz zu investieren, vor allem in das Nebenstreckennetz. So wurde von 1994 bis 2006 das Streckennetz der DB von 40.385 Kilometer auf 34.128 Kilometer verkleinert und etwa 13.847 Kilometer Gleise sowie 58.616 Weichen und Kreuzungen abgebaut. Seit 2008 wurden nur noch sehr wenige und kurze Strecken stillgelegt.

### Entwicklung der privaten Bahnen
Der Bereich der privaten Eisenbahngesellschaften war 1994 im Wesentlichen von kleineren Bahngesellschaften geprägt, die einzelne Nebenstrecken mit geringem Verkehrsaufkommen bedienten oder als Werksbahnen Teil eines Industriebetriebs waren. Entsprechend waren Fahrzeugpark und Organisationsformen nicht auf den Betrieb überregionaler Verbindungen ausgelegt, Lokomotiven größerer Leistungsklassen für den Streckendienst waren kaum vorhanden, elektrische Lokomotiven fehlten fast vollständig. Auch Personen- und Güterwagen waren nur in geringem Umfang vorhanden.
Erst im Laufe der Zeit konnten sich größere, überregional tätige Eisenbahngesellschaften bilden. Hierbei handelte es sich teilweise um Neugründungen (z. B. Prignitzer Eisenbahn GmbH), um aus Werksbahnen hervorgegangene Unternehmen (z. B. Rail4captrain), um kommunale Unternehmen (z. B. HGK) sowie um internationale Transportanbieter (z. B. eurobahn). Inzwischen hat ein Konzentrationsprozess begonnen, bei dem sich durch Übernahmen größere Unternehmensgruppen gebildet haben. Zunehmend engagieren sich auch ausländische Staatsbahnen in Deutschland. So übernahmen die Niederländischen Staatsbahnen Abellio und die italienischen Staatsbahnen das EVU Arriva Deutschland (heute: Netinera). Die französischen Staatsbahnen sind über ihre Tochterunternehmen Keolis, Captrain und ITL in Deutschland aktiv und die Dänischen Staatsbahnen beteiligten sich an der Vias.
Schwierigkeiten bereitete den privaten Eisenbahngesellschaften vor allem in den ersten Jahren die Beschaffung von Lokomotiven und Wagen, da die DB vor 2012 keine Fahrzeuge mehr an ihre Konkurrenten verkaufte. Somit waren die privaten EVUs auf Fahrzeuge aus dem Ausland oder Neubaufahrzeuge angewiesen, teilweise wurden sogar Museumsfahrzeuge reaktiviert. Inzwischen konnten sich Leasinggesellschaften für Schienenfahrzeuge etablieren, die neue Fahrzeuge beschaffen und anschließend an die EVUs vermieten (z. B. Mitsui Rail Capital Europe, Alpha Trains, Railpool etc.). Außerdem entstanden Personaldienstleister, die den privaten Eisenbahnunternehmen Fachpersonal wie Lokomotivführer zur Verfügung stellen. Da der Zugang zu den DB-eigenen Güterverladeanlagen, Werkstätten und Betriebswerken für private EVUs nicht oder nur erschwert möglich ist, nutzen private EVUs überwiegend private oder kommunale Anlagen oder errichten eigene.

### Finanzierung der Bahnreform
Um die Bahnreform finanzieren zu können – so die offizielle Begründung – wurde zum 1. Januar 1994 die Mineralölsteuer um 7 Pfennig erhöht. Mit den Steuermehrerlösen sollten die Altschulden der beiden ehemaligen Staatsbahnen DB und DR abgetragen werden.
In der Leistungs- und Finanzierungsvereinbarung zwischen Bund und DB wird die Finanzierung der Netz-Instandhaltung geregelt.

## Die Bahnreform im europäischen Kontext
Ähnlich wie in Deutschland verlief die Entwicklung der Eisenbahnen in der zweiten Hälfte des 20. Jahrhunderts auch in den meisten anderen westeuropäischen Staaten. Sinkende Marktanteile im Personen- und Güterverkehr sowie hohe finanzielle Defizite prägten das Bild der Staatsbahnen. Gleichzeitig sorgte die Entwicklung des Eisenbahnwesens in nationalen Grenzen für technische und organisatorische Insellösungen, die durchgehenden Zugverkehr über europäische Staatsgrenzen erschwerten.
Daher forcierte die Europäische Union seit Anfang der 1990er Jahre eine Politik zur Restrukturierung des Eisenbahnwesens in der Europäischen Union und zur Schaffung eines europäischen Eisenbahnmarktes. Als wichtiges Transitland schloss sich die Schweiz dieser Politik in weiten Teilen an, obwohl sie kein EU-Mitglied ist. Erster Schritt war die Richtlinie 91/440/EWG, die eine getrennte Rechnungsführung für die Infrastruktur und den Bahnbetrieb vorsah, den diskriminierungsfreien Zugang zur Eisenbahninfrastruktur im grenzüberschreitenden kombinierten Verkehr vorschrieb und die Staaten zu einer Sanierung und Entschuldung ihrer Staatsbahnen aufforderte. In einer Reihe weiterer Richtlinien, die zum ersten (2001), zweiten (2004) und dritten Eisenbahnpaket (2007) zusammengefasst wurden, wurde der diskriminierungsfreie Netzzugang auf den gesamten grenzüberschreitenden Güterverkehr und den grenzüberschreitenden Personenverkehr ausgeweitet. Ferner wird zur Absicherung des Zugangs die Schaffung von Schienennetz-Nutzungsbedingungen und nationalen Regulierungsbehörden verlangt. Zur Verbesserung der Interoperabilität wurden vereinheitlichte Regelungen zur Lokführerausbildung, zu Sicherheitsbestimmungen und Fahrgastrechten eingeführt.
Neben organisatorischen Vereinheitlichungen strebt die EU Vereinheitlichungen der technischen Rahmenbedingungen im Schienenverkehr an und hat hierzu die Europäische Eisenbahnagentur gegründet, die die Entwicklung einheitlicher technischer Standards vorantreiben soll. Das europäische Schienenverkehrsmanagementsystem ERTMS soll langfristig die bisherigen, nationalen Zugsicherungssysteme auf den internationalen Verbindungen ersetzen, um die Interoperabilität im Schienenverkehr zu erhöhen.
Die durch die Bahnreform in Deutschland geschaffenen Regelungen gehen in den meisten Bereichen über die EU-Vorgaben hinaus. Insbesondere ist in Deutschland der gesamte Güter- und Personenverkehr für den Wettbewerb geöffnet und es ist somit ausländischen Verkehrsunternehmen uneingeschränkt möglich, Eisenbahnverkehr in Deutschland durchzuführen, einschließliche reinem Binnenverkehr sowie Kabotage. Hingegen sind in vielen anderen europäischen Ländern bestimmte Bereiche des Eisenbahnverkehrs noch vor dem Wettbewerb geschützt. Im Ländervergleich gehört Deutschland zu den europäischen Staaten, die sowohl im Hinblick auf die gesetzlichen Regelungen als auch ihrer praktischen Umsetzung die Öffnung des Eisenbahnverkehrs für den Wettbewerb am weitesten vorangetrieben haben. Nichtsdestotrotz hat die EU-Kommission ein Vertragsverletzungsverfahren gegen die Bundesrepublik Deutschland und weitere EU-Staaten eingeleitet, da sie die Unabhängigkeit von Infrastruktur und Zugbetrieb nicht gewährleistet sieht, so lange die Infrastrukturgesellschaft DB Netz Teil des DB-Konzerns bleibt.